# Simon de Melun
Pour les articles homonymes, voir Melun (homonymie).
Simon de Melun (1250-11 juillet 1302), maréchal de France, sire de La Loupe et de Marcheville, fils d'Adam III de Melun et de Constance de Sancerre-St-Brisson (fille du Grand-bouteiller Etienne (II) de Sancerre-St-Brisson, lui-même fils du comte de Sancerre Etienne Ier  (La Loupe et Marcheville en Chartrain ou en Perche semblent venir des Sancerre, eux-mêmes issus des comtes de Blois, de Dunois et de Chartres, comme fiefs tenus de l'évêque de Chartres).
Il suivit le roi Saint Louis en Tunisie en 1270 avec quatre chevaliers de sa suite. Sous Philippe le Hardi, il commanda comme maître des Arbalétriers en Catalogne et lors de la croisade d'Aragon de 1285. En récompense de ses services, le roi lui fit présent en 1283 du château de Montlaur (qu'il vend en 1290 à l'abbaye de La Grasse). Il est qualifié de chevalier et maréchal de France dans l’acte de vente de ce château en 1290. Il meurt en Flandre (Belgique) à la bataille de Courtrai, le 11 juillet 1302, appelée aussi bataille des éperons d'or.

## Mariage et descendance
En 1265/1275, Simon (Ier) épouse Marie de Meung de la Salle  (née en 1255, + ap. 1302), fille de Jean Ier de Meung, dame de La Salle-lès-Cléry ; elle est aussi qualifiée dame du Bouchet et de Viesvy. Simon et Marie eurent pour enfant(s) :
- Gilles de Melun (~1280 - ~1312[5]), marié en 1290 à sa cousine germaine Marguerite de Sancerre[6], probablement dame de Cernoy et d'Autry (-le-Châtel ou -la-Ville), nièce de Constance ci-dessus, fille d'Etienne (III) de Sancerre-St-Brisson, et sœur de Jeanne de Sancerre, l'épouse de Jean Ier de Courtenay-Champignelles[7] postérité : 
  - Simon II , x vers 1330 Isabelle de Vaux-le-Pesnil, père de : 
    - Jean II, x 1347/1355 Henriette, fille de Jean II de Sully et dame douairière de Cernoy et d'Autry. Parents de :
      - - Simon III, † av. 1400, sire de La Loupe, Marcheville, la Salle, Vievy : il cède en 1383/1391 La Loupe à Regnault Sapin d'Angennes, † 1417 (son neveu ?) ; - Marie, dame de Cernoy, fl. 1372 (épouse-t-elle Robert d'Angennes, père de Regnault qu'on vient de rencontrer ?) ;
      - et leur sœur - Alix de Melun, † ap. 1406, x 1374 Geoffroi de Husson, à qui elle transmet La Salle-lez-Cléry  : parents d'Olivier de Husson, qui marie en 1410 Marguerite de Chalon-Tonnerre dame de St-Aignan, d'où la suite des comtes de Tonnerre seigneurs de Marcheville, des sires de Saint-Aignan et La Salle-lez-Cléry (cf. Beauvilliers), et des seigneurs d'Autry et Cernoy

    - Alix, x Simon II de Coutes (des seigneurs de Fresnay)

  - Marie, dame d'Autry-le-Châtel, fl. 1313 et † ap. 1341, x Jean de Beaumont (très certainement de la famille de Beaumont) sire d'Ogierville, d'où autre Jean de Beaumont (certains ajoutent une génération intermédiaire avec un Pierre de Beaumont), sire du Coudray en Berry (à Précy ou à St-Brisson), Passy-les-Tours, Ratilly, décapité pour lèse-majesté en septembre 1367 comme partisan des Anglais dans la Guerre de Cent Ans, époux de Jeanne de Courtenay-Champignelles
- Agnès de Melun (~1290- >1328), mariée à Arnaud V de Barasc de Béduer[7]
- Jeanne de Melun (~1300 - + >1350), mariée vers 1305 à Jean II de Mornay, sire de La Ferté-Hubert et de La Ferté-Nabert, neveu de l'évêque et chancelier Pierre de Mornay : postérité[7],[8].

(Remarié à Marie (Anne) de la Sableiges ? : ou est-ce plutôt une confusion avec Marie de la Salle ?).

## Armoiries
| Figure | Blasonnement |
|        | Simon de Melun aurait porté au moins cinq versions des armes de Melun : 1. De Melun ; au chef d'or chargé de trois merlettes de sable (Saint-Allais) ; 2. De Melun ; au chef de gueules chargé de trois merlettes de gueules (Armorial du Héraut Vermandois) ; 3. De Melun ; au chef d'or chargé de quatre merlettes de sable (Rietstap) ; 4. De Melun ; au chef d'or chargé de quatre merlettes gueules (Armorial Wijnbergen) ; 5. Comme maréchal de France : De Melun ; au chef d'or chargé d'un lion naissant de gueules (Herald's Roll (n°476) et Dering Roll (n°306)) ; |